# Tamansare
Tamansare is een bestuurslaag in het regentschap Sumenep van de provincie Oost-Java, Indonesië. Tamansare telt 2146 inwoners (volkstelling 2010).